# Devlet II Giray
Devlet II Giray, född okänt år, död 1718, var Krimkhanatets khan 1699–1702 och 1709–1713. 